# قرار مجلس الأمن التابع للأمم المتحدة رقم 1618
قرار مجلس الأمن التابع للأمم المتحدة رقم 1618، المتخذ بالإجماع في 4 آب / أغسطس 2005، بعد إعادة التأكيد على القرارات المتعلقة بالوضع في العراق، بما في ذلك القرار 1546 (2004)، أدان المجلس الهجمات الإرهابية التي وقعت في العراق وأعرب عن تصميمه على مكافحة الإرهاب.

## القرار

### أعمال
وأدان القرار الهجمات الإرهابية التي وقعت في العراق، خاصة تلك التي حدثت في الأسابيع الأخيرة، وعمليات الخطف والاعتداء على الدبلوماسيين الأجانب. وفي هذا الصدد، أعرب المجلس عن تعازيه للضحايا وعائلاتهم وللحكومة العراقية.
وأكد المجلس أن الإرهاب لا يمكن أن يؤثر على عملية الانتقال السياسي والاقتصادي في العراق، ودعا جميع الدول إلى التقيد بالالتزامات الواردة في مختلف القرارات المتعلقة بالإرهاب، بما في ذلك تقديم مرتكبي ومنظمي ورعاة الاعتداءات إلى العدالة. علاوة على ذلك، طُلب منهم أيضًا مساعدة العراق في توفير الحماية للدبلوماسيين الأجانب وموظفي الأمم المتحدة وغيرهم من المدنيين الأجانب العاملين في البلاد.

## روابط خارجية
- نص القرار في undocs.org